# Белялов Умер Муслімович
Уме́р Муслі́мович Беля́лов (*1993) — український борець на поясах, борець греко-римського стилю. Є вихованцем Кримської федерації національної боротьби «Куреш».

## Універсіада 2013
На Універсіаді-2013 у ваговій категорії до 68 кілограмів здобув бронзову нагороду.
У Казані зустрівся на килимі з представником Казахстану Денисом Лешковим та виграв з рахунком 11:8.

## Державні нагороди
- Медаль «За працю і звитягу» (25 липня 2013) — за досягнення високих спортивних результатів на XXVII Всесвітній літній Універсіаді в Казані, виявлені самовідданість та волю до перемоги, піднесення міжнародного авторитету України[1]